# Los Morillos
Los Morillos är en ort i Mexiko.   Den ligger i kommunen Ameca och delstaten Jalisco, i den centrala delen av landet, 500 km väster om huvudstaden Mexico City. Los Morillos ligger 1 202 meter över havet och antalet invånare är 216.
Terrängen runt Los Morillos är kuperad åt nordväst, men åt sydost är den platt. Los Morillos ligger nere i en dal. Runt Los Morillos är det ganska tätbefolkat, med 70 invånare per kvadratkilometer. Närmaste större samhälle är Ameca, 11,7 km öster om Los Morillos. I omgivningarna runt Los Morillos växer huvudsakligen savannskog.